# La Corona de Aragón
La Corona de Aragón fue un periódico español en lengua castellana fundado en Barcelona el 1 de noviembre de 1854 al inicio del Bienio Progresista. Fue creado por Víctor Balaguer como un diario liberal que declaraba una ferviente adhesión al pasado de Cataluña a la vez que exigía la descentralización de los territorios de la antigua Corona de Aragón.
En 1856 Balaguer se separó de la redacción y el 11 de septiembre de 1857 el título se acortó a La Corona. Se fusionó con Crónica de Cataluña el 28 de julio de 1868  conservando este nombre hasta el 29 de septiembre del mismo año.